# Тигерек
Тигере́к — посёлок в Краснощёковском районе Алтайского края. Входит в состав Чинетинского сельсовета.

## Этимология
Поселение получило своё название от одноименной реки Тигерек, которая переводится с алтайского как «круглый» или «нижний».

## История
Основан в 1677 году; в 1770-е здесь был обустроен Тигерекский форпост, как часть Колывано-Кузнецкой оборонительной линии XVIII века Сибирского казачьего войска.
В 1928 году село Тигерек состояло из 195 хозяйств, основное население — русские казаки. В административном отношении являлся центром Тигерекского сельсовета Бащелакского района Бийского округа Сибирского края..

## Население
| 1926 | 1997 | 1998 | 1999 | 2000 | 2001 |
| ---- | ---- | ---- | ---- | ---- | ---- |
| 969  | ↘111 | →111 | ↘106 | ↗113 | ↘105 |
| 2002 | 2003 | 2004 | 2005 | 2006 | 2007 |
| ↘100 | ↘90  | ↘80  | ↘76  | ↘74  | ↘68  |
| 2008 | 2009 | 2010 | 2011 | 2012 | 2013 |
| ↘56  | ↘51  | ↘40  | ↗41  | ↘40  | ↘39  |

Национальный состав
Согласно результатам переписи 2002 года, в национальной структуре населения русские составляли 100 %.